# Tarmount
Tarmount (în arabă تارمونت) este o comună din provincia M'Sila, Algeria.
Populația comunei este de 9.954 de locuitori (2008).